# Huang Yi-ting
Huang Yi-ting, född 16 januari 1990, är en taiwanesisk roddare.
Huang Yi-ting tävlade för Kinesiska Taipei vid olympiska sommarspelen 2016 i Rio de Janeiro, där hon slutade på 25:e plats i singelsculler. Vid olympiska sommarspelen 2020 i Tokyo slutade Huang Yi-ting på andra plats i D-finalen i singelsculler, vilket var totalt 20:e plats i tävlingen.